# Lydbranding
Lydbranding (audio branding, sonic branding eller acoustic branding) er brugen af lyd til at styrke brand-identiteten. Lydbranding er på grund af lydes stærke påvirkning af den menneskelige hjerne i stigende grad brugt for at styrke budskabet til en virksomheds kunder. 

## Typer af lydbranding
Lydbranding giver mange muligheder for at styrke en virksomhed eller et produkts lydidentitet fx gennem et lydlogo, strategisk valgt musik til restaurationer eller butikker, musik til reklamer og lyddesign til produkter. Lydbranding styrker forbrugernes oplevelse af virksomheden eller produktet og udvider en virksomheds relationer til kunderne. Desuden etableres en følelsesmæssig kontakt til forbrugeren, som kan være svær at opnå gennem visuelle og taktile brand touchpoints.
Lydbranding bruges både på virksomheds- og produktniveau. I de seneste årtier er brugen af lyd i markedsføring og kommunikation steget markant; det kan være i brugen af IVR telefonsystemer, virksomheds- og produktpræsentationer på hjemmesiden, interne præsentationsvideoer, lyd og musik på messestande, podcasting, ringetoner, musik i butikker, radio- og tv-reklamer mm.
Lyddesign for fx mobiltelefoner, penge- eller billetautomater, computere, PDA'er og mange andre tekniske produkter kan forbedre brugeroplevelsen ved at gøre det lettere og sjovere at bruge. Lyde kan også fortælle noget om virksomheden, som udbyder produktet og/eller selve produktet. Producenter, softwaredesignere og markedsføringsfolk, som skaber disse lydoplevelser, bidrager til virksomhedens overordnede lydbranding. Lydbranding skal dog forstås som en bevist strategi, der skal koordinere og styre lyden for at skabe en rød tråd i kommunikationen og markedsføringen, på samme måde som en grafisk manual på det visuelle område. Således vil tilfældig brug af lyd i virksomheden eller produktets kontaktflader ikke betragtes som lydbranding, og ofte vil den gøre mere skade end gavn.  
Ideen med lydbranding er at udnytte lyd og musik til at skabe en værdifuld synergi med den øvrige branding af virksomheden. Lydbranding skaber sammenhæng på tværs af de lydmæssige berøringsflader, virksomheden benytter i sin markedsføring og kommunikation, og afspejler virksomhedens værdier og brand.  

## In-store lydbranding
En undersøgelse peger på, at op imod halvdelen af kunderne i en butik kan finde på at forlade den igen, hvis musikken er for høj, irriterende eller støjende - og hele 33% kan finde på aldrig at komme tilbage igen. Samme undersøgelse viser at de to vigtigste parametre for en succesfuld lydbranding i et offentligt tilgængeligt run eller butik er lydstyrken og om det matcher stedets/produktets brandprofil - altså om det så at sige passer til dets brand. I en rå café med nøgne pærer i loftet og rå træplanker på disken er The Voice radio eller Justin Biebers Best Of umiddelbart være en fejl. Det vil skabe støj i forhold til brandet og de produkter den sælger, og det vil trække den samlede oplevelse af stedet, dets service og produkter ned i kundens endelige vurdering. Omvendt er der store gevinster ved en professionelt tilrettelagt strategi for musik og lyd. 

Blandt andet viser undersøgelsen, at virksomheder/butikker/restaurationer med musik, der matcher deres brand, har 96% større chance for at blive husket af deres kunder, end hvis musikken ikke passer - eller slet ikke er der. En sammenhængende lydidentitet, som matcher resten, betyder at kunden oplever højere kvalitet. Denne status kan omsættes på flere måder: blandt andet gennem Brand equity, loyalitet og højere priser. 